# 彭正银
彭正银（1963年8月—），安徽桐城人，享受国务院政府特殊津贴专家，天津财经大学教授。

## 生平
1985年毕业于安徽师范大学数学系，1987年研究生毕业于东北大学，同年任教于天津财经大学。期间于天津财经大学获硕士、博士学位。曾任天津财经大学企业管理系主任，商学院院长、党委书记。

## 学术贡献
主要从事网络组织与治理领域的研究工作。主持国家社科基金重大项目、国家自然科学基金等科研项目。研究成果获天津市社会科学优秀成果4项。

## 社会兼职
教育部工商管理类专业教学指导委员会委员，国家自然科学基金委同行评议专家；中国管理现代化研究会常务理事，中国企业管理研究会副理事长。

## 著作
- 《网络治理：理论与模式研究》（2003年，经济科学出版社）
- 《企业网络组织的异变与企业治理模式的适应性研究》（2009年，经济科学出版社）
- 《基于任务复杂性的企业网络组织的协同行为研究》（2011年，经济科学出版社）
- 《基于区域创新网络的天津市产业结构优化与升级对策研究》（2017年，经济科学出版社）
- 《基于关系传递的企业网络组织结构嵌入与控制机制研究》（2017年，经济科学出版社）
- 《中国网络平台治理研究报告》（2018年，经济科学出版社）